# الطريق إلى الهاوية (رواية)
الطريق إلى الهاوية رواية للكاتب البريطاني (نيك هورنبي) نشرت في عام 2005. تحكي الرواية عن (الكوميديا السوداء) كالانتحارو القلق والاكتئاب، كُتبت القصة من خلال وجهة نظر الكاتب عن الشخصيات الاربعة الرئيسية، وهم (مارتن ومورين وجيس وجي جي). تقابل الاربعة على سطح مبنى (التوبر هاوس) في عشية راس السنة الميلادية كلاً بهدف الانتحار.ولكن باءت خططهم بالفشل عندما التقوا الاربعة على سطح المبنى. تحكي الرواية عن مغامراتهم الاربعة عندما قرروا النزول من اعلى سطح الفندق أو قد يكون هذا مؤقتا.

## الشخصيات
(مارتن شارب) هو شخصية مشهورة في منتصف العمر. اعتاد مارتن على عيش حياة مثالية مع زوجته وبناته ويملك وظيفة مرموقة.وكان (مارتن) يعمل كمقدم في برنامج شهير بعنوان Rise and Shine with Penny and Martin " ولكن بسبب اقامته علاقة مع فتاة في الخامسة عشر من عمرها ادى إلى انهاء وظيفته وسجنه لمدة ثلاثة أشهر.
ازدادت شهرته بعد فضيحته هذه، كما جردت قضيته في (الصحافة الصفراء). وبعد إطلاق سراحه من السجن يكتشف بأن زواجه قد دُمر. بعدها عمل ف قناة (cable TV) الاقل شعبية مع زميلته السابقة (بيني) والتي هي الأخرى اقامت علاقة مع مارتن.لم يبذل مارتن أي جهد لرؤية بناته وزوجته ليوضح لهم المسألة.لم يكن مارتن سعيد من حياته وشعر انه دمرها ولهذا السبب حاول الانتحار. (مورين) هي أم عازبة تبلغ من العمر 51 عاما ولديها ابن معاق يدعى (ماتي).حياة (مورين)تتمحور حول ابنها (مارتي) ولهذا السبب تركت مورين عملها لرعايته.لم يكن لديها اوقات فراغ باستثناء يوم الأحد الذي تخدم فيه بالكنيسة.تعيش (مورين) مع ابنها (ماتي)في منزل صغير ومع ذلك فقد جملت غرفة ابنها (ماتي) وهي على يقين انه لايدرك ذلك. تحلم (مورين) في الحصول على اجازة ولكنها تعزل نفسها عن من حولها.ولانها عالقة في هذا الوضع الصعب لجأت للأنتحار للتخلص من مشاكلها واللتي تبدو مستحيلة الحل. (جيس كرايتون) هي فتاة تبلغ من العمر ثمانية عشر تعاني من مشاكل عائلية وليس لها اصدقاء. تتعمد (جيس قول كل مايتبادر إلى ذهنها دون اعتبار مشاعر الاخرين.والدها (كريس) يعمل كسياسي في الدولة.قبل بضع سنوات اختفت (جان) شقيقة (جيس) وتعتقد عائلتها انها انتحرت.بعدها عائلتها أصبحت تعاني من فقدانها وخاصة والدتها و (جيس). (جيس) اعتادت على استخدام كثير من المصطلحات العامية الغير لائقة.فهي لاتقدر مشاعر الشخصيات الأخرى لذلك لاتربطها علاقة قوية معهم.وتنزعج (جيس) من (مارتن) لانه يملك صفات كثيرة من والدها. اما علاقتها مع والدتها فهي متوترة جدا لانها ذات مره سرقت اقراط من غرفة اختها (جان) الغائبة.اقنعت (جيس) اصحابها الثلاثة بعدم القفز والبحث عن صديقها السابق بدلا من القفز.(جيس) كانت تود الانتحار بسبب مشاكلها العائلية وعلاقاتها الاجتماعية ولكنها متهورة قليلامما دفعها لحضور حفلة في اسفل مبنى (التوبر هاوس).
(جي جي) هو شاب أمريكي الجنسية قدم إلى لندن مع صديقته (ليز).كان عضوا في فرقة موسيقية تسمى (بيق يلو).اما بالنسبة ل (ليزي) فقد تخلت عن أحلام (جي جي)وتفككت الفرقة مما ادى إلى انفصال (ليزي) عن (جي جي). ولكن حلم النجاح مازال يراوده. ولكنه اُصيب بخيبة امل مما دفعة للعمل في توصيل البيزاء.

## القصة

### الجزء الأول
في عشية رأس السنة الميلادية التقى كلا ً من (مارتن) مقدم البرامج و (مورين)ربة المنزل و (جي جي)و (جيس) في اعلى سطح مبنى (التوبر هاوس) كلاً برغبة الانتحار والقفز من اعلى سطح المبنى. ولكن حبطت خططهم بالفشل عندما التقوا الاربعة. قرروا عدم الانتحار بعدما سمعوا كلاً منهم قصة الآخر.سبب عدم قفز (جيس) هو ان الاربعة قرروا مساعدتها لايجاد صديقها السابق (Chas). بعدها ذهبوا الاربعة إلى الحفلة المتوقع وجود (Chas) فيها بعد ان وجدوا Chas) وتحدثوا اليه ذهبوا إلى عمل مارتن السابق. وقد وجدوا (بيني) تبكي لان مارتن رحل دون ان يوضح الاسباب في تلك الليلة.

### الجزء الثاني
في صباح اليوم التالي علم والد (جيس) قصة (جيس ومارتن)في الصحيفة. (جيس) اخبرت والدها بان لها علاقة مع مارتن، لتتجنب سؤاله عن الحقيقة من محاولتها للانتحار. ولانه أمين جديد للتعليم، ولا يريد ان يخسر سمعته ذهب ليتحقق من الامر. بعدها علم ان (جبيس)ابرمت اتفاق مع (مارتن) وهو عدم القفز. طلب والد جيس من مارتن ان يوضح هذه الامر ولكني مارتن نفى انه اقم علاقة مع (جيس). بعد النقاش عرض والد (جين) مالا لمارتن مقابل ان يحميها. بعدئذ اتصل صحفي ليسأل (جي جي عن سبب عدولهم عن الانتحار ولانه رفض القول. قرر كلا من جيس ومورين إقامة حفلة في بيت مورين.في تلك الحفلة اقترحت (جيس) الاستفادة من تقرير الانتحار في الصحيفة. وهو ان يخبرون الصحافة انهم شاهدوا ملاكا منعهم من القفز والانتشار. ولكن مورين ومارتين وجيس لم تعجبهم الفكر محاولين إقناع جيس بالتراجع عنها. في صباح اليوم التالي تفاجئون بأن جيس قد أخبرت الصحافة انهم شاهدوا طيف يشبه (مات دايمن). وقد وعدت جيس بان تجري مقابلة مع مورين ومارتين وجي جي. وعلى الغم انه منزعجين من جيس إلا انهم أجرو المقابلة. هدف ليندا من المقابلة هي ابتزاز مارتن في الصحافة. وكان مارتن قد طردت من وظيفته ولكن رئيسه قرر ان يمنحه فرصة أخرى بشرط ان يجرون أصدقاءه الثلاثة مقابلة. لم تكن المقابلة متوقعه لان جيس أخبرت الحقيقة. بعدها قرر (جي جي) السفر مع اصدقاءه الثلاثة لصالح (مورين). مارتن، جيس ساعدوا مورين لإيجاد مكان مناسبا (لماتي)ثم ينطلقون للسفر. بعد وصلوهم وفي اليوم الثاني راءت جيس فتاة شبيهة باختها جين وقد ضايقتها جيس حتى نشبت معها في خلاف. احبطت جيس مما دفعها للشرب المفرط وعلى اثرها اعتقلتها الشرطة لترجعها إلى الفندق. اما جي جي فقد قضى ليلته مع فاة ادعت انها كانت تسمع لفرقته الموسيقية. بالنسبة إلى مارتن فقد قرر الرجوع إلى دياره بعد نشوبه في خلاف مع جيس.اثناء غيابه عن الاخرين فكر مارتن بحياته قليلا ليكتشف انه هو الذي ارتكب الخطاء الذي انهى حياته. وبينما هم في طريقهم إلى المطار قرروا ان يجتمعوا مره أخرى في عيد الحب. التقوا على سطح مبنى (التوبر هاوس") في عيد الحب الساعة الثامنة مساء وبينما هم يتحدثون اتى شابا يريد الانتحار والقفز من الاعلى وقد منعوه ولكنه قفز. قرروا بعدها الذهاب إلى المنزل ليلتقوا بعدها في ستاربكس.

### الجزء الثالث
قراء مارتن مقالة في الصحيفة تقول بان من يحاول الانتحار يحتاج 90 يوما حتى يتخلص من فكرة الانتحار فاخبر مارتن اصدقاءة ليقرروا الانتظار حتى الواح والثلاثون من مارس. زارت مارين وجيس زوجة مارتن السابقة ساندي لإقناعها بالرجوع لمارتن. ولكنها رفضت وبررت رفضها بالأخطاء التي ارتكبها مارتن وإهماله لبناته. بعدها اقامت جيس حفلة ودعت اليها جميع اقاربها وأقارب اصدقائها الثلاثة. ولكن الحفلة انتهت بنهاية سيئة اولها خلاف بين جيس ووالدتها مما دفع جيس للهروب من الحفلة وأيضا خلاف بين جي جي وصديقة السابق في الفرقة الموسيقية وبين مارتن وممرضة مورين. تحدثت مورين مع والدا جيس بخصوص جيس وابنتهم الأخرى جين. بينما مورين في طريق عودتها إلى المنزل سألتها ممرضة ماتي ان كان لديها أي رغبة في الانضمام لفريقهم. بعدها عرض رجل كبير في العمر على مورين وظيفة وقبلتها. ولما عادت جيس من رحلتها في لندن اعتذرت والتها منها وهي بدورها قبلت الاعتذار. مارتن وجيس وجي جي ومورين حصلوا على وظائف جديدة الآن. مارتن أصبح معلم ويريد ان يبداء حياتة جديدة. اما جي جي سعيد في لرجوعه إلى الموسيقى مرة أخرى. مرت 90 يوما وبعدها التقوا الاربعة مرة أخرى على سطح مبنى التوبر هاوس. بينما هم على سطح المبنى اكتشفوا ان حياتهم لم تكن بهذا السوء. وقرروا بعدها بإعطاء انفسهم مهلة 6 أشهر أخرى.

## الحقوق
اشترى جوني ديب حقوق الكتاب قبل نشره ووظف الكاتبة DV DeVincentis، الذي كتب سابقا سيناريو فلم (High Fidelity) لكتابة السيناريو. وكتب ديب أيضا على الجزء الخلفي من الكتاب ان «(Masterful)... من أرقى الكتاب، ومن أكثر الشخصيات البارزة التي قراءتها». نجوم الفيلم هم بيرس بروسنان بدور مارتن شارب، ايموجين بوتس بدور جيس كرايتون، توني كوليت بدور مورين، آرون بول بدور JJ , سام نيل بدور والد جيس.